# Антонио, Маурисио
Маури́сио де Карва́льо Анто́нио (порт.-браз. Maurício de Carvalho Antônio; 6 февраля 1992, Сан-Паулу, Бразилия) — бразильский футболист, защитник клуба «Аль-Батин» (Саудовская Аравия).

## Клубная карьера
Будучи воспитанником академии «Сан-Паулу», начинал карьеру в низших дивизионах Бразилии. В 2014 году играл за «Жувентус».
В июне того же года подписал контракт с клубом Сегунда лиги «Портимоненсе».
Дебютировал в матче чемпионата против «Спортинга» из Ковильяна. Первый гол за команду забил 1 октября 2014 года дублю «Порту», и команда одержала победу — 2:0.
1 августа 2017 перешёл в японский клуб «Урава Ред Даймондс», в составе которого стал победителем азиатской Лиги Чемпионов и одним из лучших бомбардиров Клубного чемпионата мира 2017 года.
В 2021 году перешел в клуб Саудовской Аравии - Аль-Батин.

## Достижения
«Урава Ред Даймондс»
- Победитель азиатской Лиги Чемпионов: 2017